# Grand Prix Německa 1968
Grand Prix Německa 1968 (oficiálně XXX Großer Preis von Deutschland) se jela na okruhu Nürburgring v Nürburgu v Německu dne 4. srpna 1968. Závod byl osmým v pořadí v sezóně 1968 šampionátu Formule 1.

## Závod
| Poř.   | No. | Jezdec               | Konstruktér   | Počet kol | Čas/Odstoupení   | Pořadí na startu | Body |
| ------ | --- | -------------------- | ------------- | --------- | ---------------- | ---------------- | ---- |
| 1      | 6   | Jackie Stewart       | Matra-Ford    | 14        | 2:19:03.2        | 6                | 9    |
| 2      | 3   | Graham Hill          | Lotus-Ford    | 14        | + 4:03.2         | 4                | 6    |
| 3      | 5   | Jochen Rindt         | Brabham-Repco | 14        | + 4:09.4         | 3                | 4    |
| 4      | 9   | Jacky Ickx           | Ferrari       | 14        | + 5:55.2         | 1                | 3    |
| 5      | 4   | Jack Brabham         | Brabham-Repco | 14        | + 6:21.1         | 15               | 2    |
| 6      | 10  | Pedro Rodríguez      | BRM           | 14        | + 6:25.0         | 14               | 1    |
| 7      | 1   | Denny Hulme          | McLaren-Ford  | 14        | + 6:31.0         | 11               |      |
| 8      | 22  | Piers Courage        | BRM           | 14        | + 7:56.4         | 8                |      |
| 9      | 14  | Dan Gurney           | Eagle-Weslake | 14        | + 8:13.7         | 10               |      |
| 10     | 18  | Hubert Hahne         | Lola-BMW      | 14        | + 10:11.4        | 18               |      |
| 11     | 21  | Jackie Oliver        | Lotus-Ford    | 13        | + 1 kolo         | 13               |      |
| 12     | 17  | Kurt Ahrens, Jr.     | Brabham-Repco | 13        | + 1 kolo         | 17               |      |
| 13     | 2   | Bruce McLaren        | McLaren-Ford  | 13        | + 1 kolo         | 16               |      |
| 14     | 11  | Richard Attwood      | BRM           | 13        | + 1 kolo         | 20               |      |
| Ret    | 8   | Chris Amon           | Ferrari       | 11        | Nehoda           | 2                |      |
| Ret    | 12  | Jean-Pierre Beltoise | Matra         | 8         | Nehoda           | 12               |      |
| Ret    | 16  | Jo Siffert           | Lotus-Ford    | 6         | Zapalování       | 9                |      |
| Ret    | 19  | Lucien Bianchi       | Cooper-BRM    | 6         | Únik paliva      | 19               |      |
| Ret    | 7   | John Surtees         | Honda         | 3         | Zapalování       | 7                |      |
| Ret    | 20  | Vic Elford           | Cooper-BRM    | 0         | Nehoda           | 5                |      |
| DNS    | 23  | Silvio Moser         | Brabham-Repco |           | Olejové čerpadlo |                  |      |
| WD     | 15  | Jo Bonnier           | McLaren-BRM   |           |                  |                  |      |
| Zdroj: |     |                      |               |           |                  |                  |      |

## Průběžné pořadí po závodě
Pohár jezdců
|        | Pořadí | Jezdec          | Body |
| ------ | ------ | --------------- | ---- |
|        | 1      | Graham Hill     | 30   |
| 1      | 2      | Jackie Stewart  | 26   |
| 1      | 3      | Jacky Ickx      | 23   |
|        | 4      | Denny Hulme     | 15   |
|        | 5      | Pedro Rodríguez | 11   |
| Zdroj: |        |                 |      |

Pohár konstruktérů
|        | Pořadí | Konstruktér  | Body |
| ------ | ------ | ------------ | ---- |
|        | 1      | Lotus-Ford   | 44   |
| 2      | 2      | Matra-Ford   | 29   |
| 1      | 3      | Ferrari      | 28   |
| 1      | 4      | McLaren-Ford | 22   |
|        | 5      | BRM          | 18   |
| Zdroj: |        |              |      |